# Il pirata Barbanera
Il pirata Barbanera (Blackbeard the Pirate) è un film del 1952, diretto da Raoul Walsh.